# Angraecum litorale
Angraecum litorale är en orkidéart som beskrevs av Rudolf Schlechter. Angraecum litorale ingår i släktet Angraecum och familjen orkidéer. Inga underarter finns listade i Catalogue of Life.